# Altensteinia virescens
Altensteinia virescens är en orkidéart som beskrevs av John Lindley. Altensteinia virescens ingår i släktet Altensteinia och familjen orkidéer. Inga underarter finns listade i Catalogue of Life.